# Piotr Długosielski
Piotr Długosielski (* 4. April 1977 in Warschau) ist ein ehemaliger polnischer Sprinter, der sich auf den 400-Meter-Lauf spezialisiert hatte und international vor allem als Staffelläufer in Erscheinung trat.
Bei den Hallenweltmeisterschaften 1999 in Maebashi erreichte er über 400 Meter die Halbfinalrunde. Er war Mitglied der polnischen 4-mal-400-Meter-Staffel, die bei den Weltmeisterschaften 1999 in Sevilla nach der Disqualifikation der US-amerikanischen Mannschaft den Titel gewann. Długosielski selbst kam allerdings nur in der Vorrunde zum Einsatz.
Bei den Olympischen Spielen 2000 in Sydney wurde er mit der Staffel Sechster. Bei den Weltmeisterschaften 2001 in Edmonton belegte er in der 4-mal-400-Meter-Staffel gemeinsam mit Rafał Wieruszewski, Piotr Haczek und Piotr Rysiukiewicz zunächst den vierten Platz. Die ursprünglich siegreiche US-amerikanische Stafette wurde jedoch wie bereits zwei Jahre zuvor wegen eines Dopingvergehens ihres Läufers Antonio Pettigrew nachträglich disqualifiziert. Die polnische Mannschaft rückte daher später auf den Bronzerang vor. Im 400-Meter-Lauf erreichte Długosielski in Edmonton die Halbfinalrunde.
2004 wurde er Polnischer Meister über 400 Meter in der Halle.
Piotr Długosielski ist 1,76 m groß und hatte ein Wettkampfgewicht von 64 kg.

## Bestleistungen
- 400 m: 45,67 s, 30. Juni 2001, Bydgoszcz
  - Halle: 47,42 s, 31. Januar 1999, Spała